# 한지우 (배우)
한지우(1987년 3월 26일 ~ )는 대한민국의 배우이다.

## 일화
한지우가 중국인이라는 유언비어에 대해 그녀는 "경상북도 포항에서 태어나 고등학교 때 중국 상하이로 유학을 갔다. 또한, 아버지도 포항에서 경찰 생활을 하고 계신다"고 해명하였다.

## 연기 활동

### 드라마
- 2010년 KBS2 청소년 드라마 《정글피쉬 2》 ... 백효안 역
- 2011년 MBC 주말연속극 《반짝반짝 빛나는》 ... 황미란 역
- 2011년 MBC 월화드라마 《계백》 ... 연태연 역
- 2013년 KBS1 저녁일일극 《지성이면 감천》 ... 나혜리 역
- 2014년 JTBC 월화드라마 《우리가 사랑할 수 있을까》 ... 장하나 역
- 2015년 MBC 수목드라마 《밤을 걷는 선비》 ... 후궁 김씨 역
- 2017년 SBS 월화드라마 《피고인》 ... 여민경 역
- 2017년 KBS2 저녁일일드라마 《이름 없는 여자》 ... 한소라 역
- 2017년 SBS 월화드라마 《엽기적인 그녀》 ... 부용 역
- 2023년 웹드라마 《청담국제고등학교》 ... 하민희 역

### 영화
- 2011년 《정글피쉬 2 - 극장판》 ... 백효안 역

## TV 방송
- 무한걸스 3기 (MBC 에브리원)
- 이뉴스 선데이 (tvN)
- 끝장대결! 창과방패 (MBN)
- 7번가의 기적 (QTV)
- 단단한 가족 (E채널)
- 텐미닛 박스 (QTV)
- 엄마 밥 (EBS1)

## 광고
- KFC (중국)
- 빙그레 요플레 (중국)
- 미녀는 석류를 좋아해 (중국)
- AIG (대한민국)
- 이마트 (대한민국)
- 노키아 (대한민국)
- 아베다화장품 (대한민국)
- 지마켓 (대한민국)

## 수상
- 2007년 미스코리아 중국 진[3]